# Царь скорпионов 3: Книга мёртвых
«Царь скорпионов 3: Книга мертвых» (англ. The Scorpion King 3: Battle for Redemption, дословный перевод подзаголовка - Битва за искупление) — приключенческий фильм 2012 года, снятый для DVD, шестой в серии фильмов «Мумия» от студии «Universal». Сиквел фильма «Царь скорпионов», который является спин-оффом картины «Мумия возвращается», который является сиквелом фильма «Мумия». Фильм рассказывает о дальнейших похождениях Метаеса, будущего царя скорпионов. Виктор Вебстер заменил Майкла Копона в главной роли.
Рабочие подзаголовки картины: «Восстание мертвецов» (англ. The Rise Of The Dead) и «Книга мёртвых» (англ. The Book Of The Dead).

## Сюжет
Через несколько лет после того, как Метаясу было предсказано, что его мирное царствование не будет вечным. Метаяс позволяет своему царству развалиться после смертельной чумы, унесшей жизнь его жены, поскольку считает, что его время быть государем прошло. Затем Метаяс снова становится наемником, как и до войны с Мемноном.
Талус — младший брат Гора, могущественного царя Египта, желает завоевать государство своего брата, поскольку не хочет быть его подданным. Для этого Талус вместе со своей армией отправляется на Дальний Восток, чтобы украсть Книгу Мертвых у царя Рамусана, союзника Гора. Чтобы остановить Талуса, Гор нанимает Метаяса и объединяет его с тевтонским воином Олафом.
Талус похищает дочь Рамусана Сильду. Рамусан обещает Метаясу отдать его дочь в жёны, если тот спасёт её, и позволить ему снова править. Но прежде чем Метаясу удается спасти Сильду, её уносит армия ниндзя таинственной «Кобры». Талус нанимает Метаяса и Олафа, чтобы те вернули царевну и принесли голову «Кобры». Они попадают в лагерь изгнанников во главе с «Коброй», которой оказывается сама Сильда.
Талус прибывает во дворец Рамусана и забирает Книгу Мертвых, ранив Рамусана. С помощью Книги он оживляет мертвых воинов по имени Зулу Кондо, Агромаэль и Цукай. Чтобы увидеть их силу, Талус приказывает им убить его лучших людей, что они легко делают. Цукаю и Зулу Кондо приказывают атаковать лагерь изгнанников. Работая вместе, Метаясу, Олафу и ниндзя «Силды» удается победить Зулу Кондо в битве, но Цукай сбегает.
Метаяс и Олаф возвращаются во дворец Рамусана, которая стала штабом Талуса. Изображая, что они спасли Сильду, они показывают царю отрубленную голову, якобы принадлежавшую «Кобре». Талус все ещё намеревается жениться на Сильде и уводит её в свои спальни. Метаяс нападает на Талуса, которого спасает своевременное вмешательство Цукая. Метаяс преследует Талуса, а Силда сталкивается с Цукаем. В то же время Олаф пытается получить Книгу Мертвых, но ему приходится сражаться с Агромаэлем. Ниндзя останавливают Талуса, и Метаяс каким-то образом находит больного Рамусана, и вместе они используют Книгу Мертвых, чтобы помешать Цукаю и Агромаэлю убить Силду и Олафа соответственно.
Когда Рамусан умирает на руках своей дочери, а Талус остается противостоять гневу ниндзя, Цукай и Агромаэль преклоняются перед Метаясом как новым правителем государства Рамусана и Талуса. Когда Гор подходит к городским воротам, его встречает Матеяс, который снова принял мантию Царя Скорпионов.

## В ролях
| Актёр            | Роль             |
| ---------------- | ---------------- |
| Виктор Вебстер   | Метаес           |
| Селина Ло        | Цукай            |
| Билли Зейн       | король Таус      |
| Темуэра Моррисон | король Рамусан   |
| Рон Перлман      | Хорус            |
| Батиста          | Агромаил         |
| Кимбо Слайс      | Зулу Кондо       |
| Бостин Кристофер | Олаф             |
| Кристел Ви       | принцесса Сильда |

## Производство
Изначально сценарий предполагал, что действие большей части фильма будет происходить в Европе. Но из-за ограниченного бюджета режиссёр перенес фильм в Таиланд, где снимать было дешевле. Они использовали компьютерную графику, чтобы добавить песок вокруг города Хоруса, который должен был находиться в пустыне.
У них было 400 статистов для батальных сцен, но большая часть боев была сделана с участием основного состава плюс всего 12 каскадеров, которые играли несколько ролей в разных костюмах, чтобы они могли быть во всех битвах. Остальные статисты не были обучены драться, поэтому они оставались на заднем плане, и внимательные наблюдатели могут видеть, что на самом деле они сами не участвуют в каких-либо опасных драках.
Изначально они планировали, что Зулу Кондо бросит свой молот, а затем волшебным образом вернется в его руку. Но они решили вырезать этот кусок, когда увидели фильм 2011 года, где Тор уже сделал то же самое.
Многие сцены фильма снимались в туристических местах, которые они не могли зарезервировать только для себя. Поэтому им часто приходилось останавливать съемку, потому что по сцене ходили туристы.

## Премьера
Премьера фильма состоялась 10 января 2012 года. Как и предыдущая часть, картина вышла сразу на DVD. Американское издание включало следующие бонусы:
- Документальный фильм «Swords and Scorpions»
- Фильм о подготовке к битве
- Удалённые и расширенные сцены
- Альтернативные кадры
- Неудачные дубли
- Комментарии режиссёра

## Прием
Царь скорпионов 3: Книга мёртвых получил в основном негативные отзывы от критиков и зрителей, однако его считают улучшением, по сравнению с прошлым фильмом. IGN, давший фильму оценку 4/10, раскритиковал его за «жалкие диалоги, ужасную игру (Виктор Вебстер запинается на каждом предложении) и сценическое действие, большая часть которого больше похожа на репетицию, чем на реальную сделку. Мой бар был очень низким, и все же фильм каким-то образом нашел способ утонуть под ним». Джейсон Бест из TVTimes: «Сюжет настолько неуклюж, что вам действительно нужно быть убежденным поклонником жанра фэнтези-боевика, чтобы высидеть все скучные вещи между ними». Напротив, CraveOnline дал фильму оценку 7/10 и прокомментировал: «Если бы мне нужно было ранжировать их, я бы сказал, что „Царь скорпионов 3: Битва за искупление“ — наименьший из фильмов о Царе скорпионов (они слегка обесцениваются с тех пор, как первый), в котором отсутствует яркая главная роль или особенно захватывающая сюжетная линия. Но это все же чертовски забавный фильм категории B с симпатичными персонажами и серией развлекательных боевиков для фанатов фэнтези всех мастей».
Фильм заработал 4 332 787 долларов на внутреннем рынке.

## Продолжение
Четвёртый фильм франшизы под названием «Царь скорпионов 4: Утерянный трон» вышел в 2015 году. Виктор Вебстер повторил свою роль из третьего фильма. К актёрскому составу также присоединились Майкл Бин, Рутгер Хауэр, Лу Ферриньо и бывшая победительница конкурса WWE Diva Search 2007 года Ив Торрес.